# Adolphe Regnier
Adolfo ou Jacobo-Augusto-Adolfo Rainério (7 de julho de 1804, Mogúncia - 20 de outubro de 1884, Fontainebleau) foi um filólogo francês. Ele é famigerado por ter sido professor no Colégio de França (1804 – 1884) e por suas numerosas traduções de poemas e peças do autor alemão Frederico Schiller.
Ele também foi preceptor do Príncipe Filipe, Conde de Paris (1843-1853), um membro da Academia das inscrições e línguas antigas e diretor da "Coleção dos escritores magnos de França". Em 1873 foi nomeado bibliotecário do Palácio de Fontainebleau, onde ele morreu após onze anos. Seu filho, Adolfo Rainério (1834-1875), também foi um bibliotecário e pesquisador.